# Хутор (Ляденский сельсовет)
Хутор (бел. Хутар) — деревня в Ляденском сельсовете Червенского района Минской области Белоруссии. Ранее являлась центром Хуторского сельсовета.

## Географическое положение
Расположена в 22 километрах северо-восточнее райцентра, в 84 км к юго-востоку от Минска, в 25 км от железнодорожной станции Гродзянка линии Гродзянка—Верейцы, на автодороге M4 Минск—Могилёв.

## История
Населённый пункт известен с XVIII века. На 1975 год деревня насчитывала 7 дворов и была собственностью рода Масальских. На 1800 год входила в состав Игуменского уезда Минской губернии и принадлежала Г. Шевичу, здесь было 22 двора, проживали 130 человек. В середине XIX века деревня относилась к имению Ивановск, принадлежавшему Шевичам. На 1858 год здесь было 16 дворов. В 1880-е годы деревня входила в Юровичскую волость, насчитывала 18 дворов и 160 жителей, здесь находилось волостное правление, работали смолокурный завод, православная церковь и приёмный покой. По данным Переписи населения Российской империи 1897 года в деревне было 57 дворов, проживали 352 человека, имелись корчма, приёмный покой и хлебозапасный магазин. В начале XX века здесь было 55 дворов, жили 511 человек. В 1912 году в деревне открыто земское народное училище, в 1916 году здесь появилось почтовое отделение. На 1917 год деревня являлась центром Хуторской волости, здесь было 73 двора и 430 жителей. С февраля по декабрь 1918 года деревня была оккупирована немецкими войсками, с августа 1919 по июль 1920 — польскими. В период Гражданской войны и иностранной интервенции здесь действовал Хуторский волостной революционный комитет, в районе деревни шли бои. После окончательного установления советской власти на базе народного училища была создана рабочая школа 1-й ступени, в 1922 году там было 70 учеников обоего пола и два учителя, при школе работала небольшая библиотека. 20 августа 1924 года деревня стала центром вновь образованного Хуторского сельсовета Червенского района (с 20 февраля 1938 — Минской области. Согласно Переписи населения СССР 1926 года здесь насчитывалось 65 дворов, проживали 343 человека. В 1929 году в Хуторе был организован колхоз «Партизан», на 1932 год в его состав входили 39 крестьянских хозяйств. Перед войной в деревне насчитывалось 60 домов, жили 310 человек. Во время Великой Отечественной войны деревня была оккупирована немецко-фашистскими захватчиками в начале июля 1941 года. В лесах в районе деревни действовала 12-я кавалерийская партизанская бригада имени Сталина. 27 января 1943 года в районе Хутора партизаны этой бригады взорвали двигавшиеся по дороге Минск—Могилёв немецкий танк и автобус с 16 солдатами. Деревня была сожжена немецко-фашистскими захватчиками (как минимум 25 домов), двое её жителей были убиты. 33 сельчанина не вернулись с фронта. Советские солдаты, погибшие в боях с гитлеровцами в годы войны, были похоронены в братской могиле в центре деревни (здесь же похоронены и красноармейцы, погибшие в годы Гражданской войны). Освобождена в начале июля 1944 года. В 1969 году на братской могиле установлен памятник-стела. На 1960 год в деревне было 256 жителей. В 1980-е годы Хутор являлся центром совхоза «Нива». На 1997 год здесь было 72 домохозяйства, 153 жителя, функционировали мастерские по ремонту сельскохозяйственной техники, ветеринарный пункт, амбулатория, аптека и магазин. 30 октября 2009 года Хуторский сельсовет был упразднён, и деревня вошла в состав Колодежского сельсовета, а в 2013 году была передана в Ляденский сельсовет. На 2013 год 44 круглогодично жилых дома, 96 постоянных жителей.

## Инфраструктура
На 2013 году в Хуторе функционируют детский сад-средняя школа, врачебная амбулатория, отделение связи и магазин.

## Население
- 1795 — 7 дворов
- 1800 — 22 двора, 130 жителей
- 1858 — 16 дворов
- 1880-е — 18 дворов, 160 жителей
- 1897 — 57 дворов, 352 жителя
- начало XX века — 55 дворов, 511 жителей
- 1917 — 73 двора, 430 жителей
- 1926 — 65 дворов, 343 жителя
- 1940 — 60 дворов, 310 жителей
- 1960 — 256 жителей
- 1997 — 72 двора, 153 жителя
- 2013 — 44 двора, 96 жителей

## Известные уроженцы
- Сикорский, Николай Михайлович — доктор филологических наук.
- Сикорский, Всеволод Михайлович — доктор философских наук, член-корреспондент НАН Белоруссии, заслуженный деятель науки Белоруссии.